# الشاب فضيل
فُضيل بيلوى (بالفرنسية: Faudel Belloua)‏ وُلد يوم 6 يونيو 1978 بباريس وهو مغني وممثل فرنسي له جنسيات أخرى (مغربية وجزائرية) نشأ وترعرع بمدينة مونت لا جولي إحدى ضواحي باريس، تعود أصوله إلى مدينة تلمسان بالجزائر. يعتبر فضيل أحد أهم الفنانين الجزائريين المعاصرين. وبداية شهرته كانت مع ظهور أول ألبوماته بعنوان «بيضاء» والآن يعد فضيل من أهم المطربيين الفرونكو جزائريين وخاصة بعد ما حقق البوم مونديال كوريدا نجاحا.
يعيش الشاب فضيل حاليا بالمغرب بمدينة مراكش بعد حصوله على الجنسية المغربية سنة 2012.

## مسيرته الغنائية

### بداياته (1990-1996)
تعرّف فضيل على موسيقى الراي من قبل جدته التي كانت تقدم عروضها بانتظام في وهران وتلمسان مع مجموعات المداحات في الأعراس والمناسبات العائلية وكانت هي المسؤولة إلى حد كبير في تعليمه إيقاعات الراي التقليدية خلال العطلة الصيفية في الجزائر واتضم في سن الثانية عشرة إلى فرقة «نجوم الراي» وتنشط المجموعة في حفلات الزفاف وحفلات الأحياء، وبحلول 1993 لاحظه «محمد مستار» المعروف باسم «مومو» وسيصبح وكيل أعماله وبذلك يبدأ فُضيل خطواته الأولى على خشبة المسرح، وعلى الرغم من أنه كان لا يزال في أوائل سن المراهقة فقد تمكن من إثبات نفسه باعتباره الصوت الجديد للراي، وفي عام 1995 تم إنتاج فيلمين وثائقيين على التلفزيون الفرنسي عن الشاب الصاعد (Saga cités - الذي تم بثه على قناة France 3) و (Les Enfants du Rai - تم بثه على القناة الفرنسية الألمانية آرتي) ، سنة 1996 سيمثل إيل دو فرانس في مهرجان «برنتيمبس دي بورج» في فئة المواهب الجديدة.

### سنوات النجاح «أمير الراي الصغير» (1997-2006)
كانت بداية شهرته سنة 1997 عندما أطلق البومه الأول «بيضاء» وعمره لا يتجاوز 19 عاما، حيث حققت كل من "Tellement je t'aime" و "Dis-moi" نجاحا كبيرا في الاذاعات الفرنسية والمبيعات التي وصلت إلى أكثر من 350.000 نسخة كاملة من الألبوم محققا قرصين ذهبيين.
سنة 1998 تم ترشيح البومه «بيضاء» في فئة الموسيقى التقليدية في جوائز الموسيقى الفرنسية السنوية ثم واصل أداء سلسلة من الحفلات الموسيقية، وفي 26 سبتمبر ظهر الأمير الصغير في حفل موسيقي مباشر (1،2،3 سولاي) مع الشاب خالد ورشيد طه في قصر بيرسي بباريس وصدر لاحقا كألبوم، فبعد نجاح الالبوم بدأ الثلاثي يتلقى دعوات لحضور برامج فرنسية كبرى.
سنة 1999 سيعود مرة أخرى إلى جوائز الموسيقى الفرنسية السنوية وسيتوج بجائزة "Révélation de l'année"  ثم واصل جولته الموسيقية حيث أحيا حفلتين في اولمبيا يومي 10 و 11 مارس.
سنة 2000 أحيا فُضيل حفلا في «سونترال بارك» في نيويورك  وفي نفس العام سيتوج بجائزة في جوائز الموسيقى العالمية، وفي غضون ذلك عاد للعمل على ألبومه الثاني «سمرة» الذي صدر سنة 2001، ظلت سمرة وفية لتقاليد الراي مع إضافة الإيقاعات الاصطناعية وميزات البوب العربية بالإضافة إلى لمسات لاتينية، ركزت كلمات الأغاني على الحب باستثناء أغنية واحدة التي أشار فيها إلى «مونت لا جولي» المدينة التي ولد ونشأ فيها الفنان. فبعد النجاح الذي حققه ألبوم «بيضاء» تم توزيع الألبوم الجديد في فرنسا وبلجيكا وسويسرا، وانتهت الجولة الدولية الواسعة التي أطلقها في بداية العام إلى نهاية مظفرة.
في 2 سبتمبر 2003 أصدر "Un autre soleil" على الرغم من أن الالبوم يحتوي على بعض الأغاني العربية إلا أنه ألبوم فرنسي بشكل رئيسي كأغنية "je veux vivre" التي تم بثها في الاذاعات الفرنسية ، ثم قام بتأليف كلمات شخصية للغاية لاغنية "Petit être" التي تتحدث عن ابنه المولود حديثًا، واحيا بعدها عروضا في باتكلان أيام 7، 8 و 9 نوفمبر 
عام 2006 وبعد ثلاث سنوات عن آخر ألبوم، يعود فُضيل بألبومه الجديد "Mundial Corrida" وهو ألبوم فرنسي خالص يتميز بتأثيرات موسيقى البوب وآر أن بي، أكد فضيل هويته الفرنسية والجزائرية المزدوجة في أغنية «Mon Pays» التي احتلت المركز الأول في فرنسا يوم 11 نوفمبر 2006 ثم تراجعت وظلت لمدة عشرة أسابيع في العشرة الأوائل و 38 أسبوعًا على الرسم البياني، واعتبارًا من أغسطس 2014 ، كانت الأغنية المنفردة رقم 66 الأكثر مبيعًا في القرن الحادي والعشرين في فرنسا اما في بلجيكا كانت في قائمة أفضل 40 أغنية لمدة 28 أسبوعًا، 18 منها في المراكز العشرة الأولى وأسبوع واحد على القمة. وتم ترشيحه لجائزتي أفضل فنان فرونكفوني وأفضل أغنية فرنسية في جوائز إن أر جي الموسيقية

### التوجه السياسي (2007)
دعم نيكولا ساركوزي مرشح حزب الاتحاد من أجل الحركة الشعبية خلال الحملة الانتخابية الرئاسية الفرنسية، وتم تقديم فُضيل كمثال للنجاح المهني والمالي والتكامل. و في مساء يوم 6 مايو كان حاضرا في ساحة الكونكورد بصحبة العديد من الشخصيات وعشرات الآلاف من المواطنين للاحتفال بانتصار نيكولا ساركوزي. و منذ ذلك الحين ابتعد عنه جزء كبير من جمهوره، وفي صيف نفس العام أطلق ألبوم "L'essentiel Faudel" بمناسبة مرور 10 سنوات على بداية مسيرته الفنية الإحترافية، ويحتوي الألبوم على أنجح أغاني فُضيل طيلة عقد من الزمن ومنذ ذلك الحين ارتكزت حفلاته الموسيقية بشكل رئيسي في المغرب الكبير والشرق الأوسط في العديد من المهرجانات إلى أن ابتعد بشكل نهائي عن الساحة الفنية.

### العودة (2017-الآن)
بعد غياب طويل عن الساحة الفنية أصدر رفقة المطرب الفلسطيني محمد عساف أغنية «راني» بعدها بأشهر أعلن فضيل عن تسجيل ألبوم جديد بالتعاون مع المنتج والموزع المغربي ريدوان ثم أُصدر أغنية "All day All night" صيف 2018 من توزيع هذا الأخير، وأغنية منفردة تحت عنوان "Mon Dieu" سنة 2019
سنة 2020 أصدر جديد أعماله الفنية تحت عنوان ”Histoire Chaba”و هي مستوحاة من تراث فن الراي الجزائري ثم أغنية "Smile" 

## التمثيل
إلى جانب مسيرته الغنائية قرر فضيل اتخاذ منعطف جديد نحو التمثيل وقبل دورًا في الفيلم الفرنسي "Le Battement d'ailes du papillon" بعد هذا الفيلم استمر فضيل في قراءة الكثير من النصوص، لكنه ظل يبحث عن الدور الصحيح الذي سيحوله إلى نجم في الشاشة الكبيرة فشارك في مسلسل تلفزيوني بعنوان «سامي البيدق» وهو طالب تونسي يعمل مشرفًا في مدرسة ثانوية فرنسية. في عام 2004 عاد فضيل إلى الشاشة السينمائية حيث لعب دور البطولة في فيلم «باب الويب» للمخرج مرزاق علواش جنبًا إلى جنب مع سامي ناصري وجولي غاييه.
و هذه قائمة الأعمال التي شارك فيها:
1998 : Les Cachetonneurs
1999 : Jésus - يسوع
2000 : Le Battement d'ailes du papillon - خفقان جناحي الفراشة
2001 : Pas d'histoires ! 12 regards sur le racisme au quotidien - لا توجد قصص! 12 نظرة حول العنصرية في الحياة اليومية
2002 : Sami, le pion - سامي البيدق (مسلسل)
2004 : Bab el web - باب الويب
الموسيقى التصويرية:
2000 : The Bourgeoisie - البورجوازية
2004 : Bab el web - باب الويب
2006 : The Caiman

## الأغاني والألبومات
لدى الشاب فُضيل العديد من الأغاني والالبومات الناجحة التي حققت شهرة كبيرة

### البومات
| العنوان         | السنة | أفضل مركز | أفضل مركز | أفضل مركز | الشهادات     |
| العنوان         | السنة | بلجيكا    | فرنسا     | سويسرا    | الشهادات     |
| --------------- | ----- | --------- | --------- | --------- | ------------ |
| Baïda           | 1997  | 24        | 25        | —         | قرصين ذهبيين |
| 1،2،3 سولاي     | 1998  | 14        | 4         | —         | قرص بلاتيني  |
| Samra           | 2001  | 27        | 27        | 75        | —            |
| Un autre Soleil | 2003  | 20        | 45        | —         | —            |
| Mundial Corrida | 2006  | 15        | 6         | 88        | قرص بلاتيني  |

### اغاني منفردة
| العنوان                                 | السنة | أفضل مركز | أفضل مركز | أفضل مركز | الالبوم         |
| العنوان                                 | السنة | بلجيكا    | فرنسا     | سويسرا    | الالبوم         |
| --------------------------------------- | ----- | --------- | --------- | --------- | --------------- |
| احبك كثيرا - Tellement je t'aime        | 1997  | —         | 14        | —         | Baïda           |
| عبد القادر - Abdelkader                 | 1998  | 36        | 6         | —         | 1،2،3 سولاي     |
| قل لي - Dis moi                         | 1998  | 5         | 5         | —         | Baïda           |
| كالعادة - Comme d'habitude              | 1999  | 40        | 40        | —         | 1،2،3 سولاي     |
| البيضاء - Baida                         | 1999  | —         | 49        | —         | Baïda           |
| الليلة - Lila                           | 2000  | —         | 27        | —         | Samra           |
| يدا في يد - La main dans la main        | 2001  | —         | 21        | —         | Samra           |
| اريد ان اعيش - Je veux vivre            | 2003  | 10        | 6         | 71        | Un autre Soleil |
| لا املك الا قلبي - Je n'ai que mon cœur | 2004  | —         | 70        | —         | Un autre Soleil |
| بلدي - Mon pays                         | 2006  | 1         | 1         | 19        | Mundial Corrida |

### المشاركات
2000 : المشاركة في البوم "Solidays" باغنية (من يعرف | Qui sait) لصالح جمعية التضامن مع مرضى الايدز.
2001 : شارك في عرض "L'Odyssée des Enfoirée" رفقة أشهر الشخصيات الفرنسية.

## ألحياة الشخصية
فضيل هو والد إنزي مواليد 2002، ويانا مواليد أكتوبر 2010.
وفي عام 2008، نشر سيرته الذاتية "رحلة طفل من المدينة" يروي فيها قصته

## روابط خارجية
- الشاب فضيل على موقع IMDb (الإنجليزية)
- الشاب فضيل على موقع ألو سيني (الفرنسية)
- الشاب فضيل على موقع ميوزك برينز (الإنجليزية)
- الشاب فضيل على موقع أول موفي (الإنجليزية)
- الشاب فضيل على موقع قاعدة بيانات الأفلام السويدية (السويدية)
- الشاب فضيل على موقع أول ميوزيك (الإنجليزية)
- الشاب فضيل على موقع ديسكوغز (الإنجليزية)
- الشاب فضيل على موقع قاعدة بيانات الفيلم (الإنجليزية)
- الشاب فضيل على موقع كينوبويسك (الروسية)